# Blånering
Blånering (også kaldt brunering eller sortoxidering) refererer til en overfladebehandlingsteknik, der bruges på stålgenstande, primært våben, for at beskytte dem mod korrosion og give dem en karakteristisk blålig eller sort farve. Processen indebærer at udsætte metallet for en kontrolleret oxideringsproces, der danner en beskyttende overflade af jernoxid (Fe3O4). Med andre ord er det en proces, hvorved stålgenstanden "ruster" på kontrolleret vis. Dette resulterer i en beskyttende overflade. Det er vigtigt at have for øje, at blånering ikke er det samme som rust set fra et molekylært synspunkt.
Blånering er ikke en overfladebelægning, men snarere en farvning af de yderste molekyler i stålet. Farver kan variere afhængigt af typen af stål. Resultatet er oftest en mørkeblå eller sort farve; det er ikke usædvanligt, at hærdede genstande kan får en rød-brunlig nuance.

## Kogeblånering og strygeblånering
Der er to hovedtyper af blånering: Kogeblånering og strygeblånering. Begge processer indebærer, at genstanden er rengjort, herunder fjernelse af hakker, rust og mærker. En glat overflade modstår rust bedre end en ru. 
Kogeblånering er en skånsom proces, hvor genstanden nedsænkes i et bad af blåneringssalt opvarmet til 140°C. Efterfølgende smøres genstanden ind i et tyndt lag olie for et bedre resultat.
Strygeblånering resulterer i en stærkere og mere rustbeskyttende overflade end kogeblånering. Det indebærer at påsmøre en rustdannende væske indholdende selendioxid. Denne væske påsmøres 10-12 gange for at opnå en stærk og rustbestandig oxidhinde.